# C. V. 웨지우드
C. V. 웨지우드(C. V. Wedgwood, 시슬리 웨지우드, Dame Cicely Veronica Wedgwood, OM, DBE, FBA, FRHistS, 1910년 7월 20일 – 1997년 3월 9일)는 영국의 역사가이다. 17세기 영국과 유럽 대륙의 역사를 전문으로 다루는 그녀의 전기와 서사적 역사는 대중적인 작품과 학술적인 작품 사이의 명확하고 재미있는 중간 지점을 제공했다고 한다.

## 어린 시절
웨지우드는 1910년 7월 20일 노섬벌랜드(Northumberland)의 스톡스필드(Stocksfield)에서 태어났다. 그녀는 철도 임원인 랄프 웨지우드 경과 소설가이자 여행 작가인 그의 아내 아이리스 웨지우드(Iris Wedgwood, née Pawson)의 외동딸이었다. 그녀의 오빠는 정치인이자 산업가인 존 웨지우드 경이었다. 베로니카 웨지우드(Veronica Wedgwood)는 도예가이자 폐지론자인 조시아 웨지우드(Josiah Wedgwood)의 증손녀였다.
집에서 교육을 받은 다음 놀랜드 플레이스 스쿨(Norland Place School)에서 교육을 받았다. 그녀는 옥스퍼드의 레이디 마가렛 홀에서 고전과 현대사를 전공했으며 A. L. 로즈는 자신이 "나의 첫 뛰어난 제자"라고 말했다. 1932년에 그녀는 R. H. 토니(R. H. Tawney)의 지도하에 런던 경제 대학(London School of Economics)에서 박사 학위에 등록했지만 끝내지 못했다.

## 주요 저서
- 《Strafford》(1935)
- 《The Thirty Years War》(1938)